# West-Saksisch voetbalkampioenschap 1929/30
In 1929/30 werd het achttiende voetbalkampioenschap van West-Saksen gespeeld, dat georganiseerd werd door de Midden-Duitse voetbalbond. SVgg Meerane werd kampioen en plaatste zich voor de Midden-Duitse eindronde. De club versloeg VfB 1909 Annaberg en verloor dan van VfB Leipzig.

## Gauliga
| Plaats | Club                    | Wed. | W  | G | V  | Saldo  | Ptn.  |
| ------ | ----------------------- | ---- | -- | - | -- | ------ | ----- |
| 1.     | SVgg Meerane 07         | 18   | 15 | 1 | 2  | 43:19  | 31:5  |
| 2.     | VfL 1905 Zwickau        | 18   | 12 | 3 | 3  | 84:33  | 30:6  |
| 3.     | VfB 1907 Glauchau       | 18   | 10 | 1 | 7  | 49:37  | 21:15 |
| 4.     | Planitzer SC 1912       | 18   | 10 | 0 | 8  | 132:46 | 20:16 |
| 5.     | Zwickauer SC 05         | 18   | 8  | 4 | 6  | 46:39  | 20:16 |
| 6.     | FC 02 Zwickau           | 18   | 9  | 1 | 8  | 59:47  | 19:17 |
| 7.     | VfL Lichtenstein        | 18   | 4  | 4 | 10 | 27:53  | 12:24 |
| 8.     | VfTuB 1900 Werdau       | 18   | 4  | 3 | 11 | 31:53  | 11:25 |
| 9.     | SpVgg 1906 Crimmitschau | 18   | 4  | 2 | 12 | 32:80  | 10:26 |
| 10.    | VfL 1907 Schneeberg     | 18   | 3  | 3 | 12 | 40:136 | 9:27  |

|  | Kampioen, geplaatst voor Midden-Duitse eindronde |
|  | Degradatie                                       |

## 1. Klasse
| Plaats | Club                     | Wed.           | W              | G              | V              | Saldo          | Ptn.           |
| ------ | ------------------------ | -------------- | -------------- | -------------- | -------------- | -------------- | -------------- |
| 1.     | Polizei SV Zwickau       | 17             | 14             | 2              | 1              | 54:22          | 30:04          |
| 2.     | VfL Hohenstein-Ernstthal | 17             | 12             | 2              | 3              | 89:33          | 26:08          |
| 3.     | SV Hartenstein           | 16             | 9              | 3              | 4              | 51:28          | 21:11          |
| 4.     | Fußballring Crossen      | 17             | 9              | 3              | 5              | 34:28          | 21:13          |
| 5.     | SC Niederlungwitz        | 17             | 8              | 3              | 6              | 44:31          | 19:15          |
| 6.     | VfL Reichsbahn Zwickau   | 17             | 6              | 3              | 8              | 30:55          | 15:19          |
| 7.     | SV Niederhaßlau          | 16             | 6              | 1              | 9              | 42:46          | 13:19          |
| 8.     | SC Wildenfels            | 17             | 4              | 3              | 10             | 41:68          | 11:23          |
| 9.     | Wacker Thurm-Mülsen      | 17             | 1              | 1              | 15             | 22:71          | 03:31          |
| 10.    | BC Vielau                | 9              | 0              | 1              | 8              | 14:39          | 01:17          |
| 11.    | SSC Meerane              | Teruggetrokken | Teruggetrokken | Teruggetrokken | Teruggetrokken | Teruggetrokken | Teruggetrokken |

|  | Promotie   |
|  | Degradatie |